# Championnat d'Argentine de football 1970
Navigation
Saison précédente Saison suivante
La saison 1970 du Championnat d'Argentine de football était la 40e édition professionnelle de la première division argentine.
La saison argentine comporte 2 championnats. Dans le championnat Metropolitano, les 21 clubs sont regroupés en une poule unique où chaque formation rencontre une seule fois tous ses adversaires. Le championnat Nacional regroupe les 12 premiers de Metropolitano, 2 clubs repêchés et les 6 vainqueurs des championnats régionaux, les équipes sont réparties en 2 poules de 10 où elles s'affrontent deux fois. Une phase finale pour le titre oppose les deux premiers de chaque poule. Il peut donc y avoir 2 champions par saison.
Le club du Independiente remporte le championnat Metropolitano, c'est le 9e titre de l'histoire du club. Quant au championnat Nacional, c'est à nouveau une victoire du club de Boca Juniors qui gagne là le 18e championnat de son histoire.

## Les 21 clubs participants
| \| Buenos Aires La Plata Santa Fe Rosario \| Villes représentées lors de la saison 1970 (Championnat Metropolitano) |
| Buenos Aires La Plata Santa Fe Rosario                                                                              |

- Boca Juniors
- San Lorenzo de Almagro
- River Plate
- Racing Club
- Independiente
- Rosario Central
- Gimnasia y Esgrima (La Plata)
- Huracán
- Chacarita Juniors
- Vélez Sársfield
- Argentinos Juniors
- Estudiantes (La Plata)
- Atlanta
- Newell's Old Boys (Rosario)
- Banfield
- Lanús
- Platense
- Colón (Santa Fe)
- Quilmes
- Los Andes
- Unión (Santa Fe) - Promu de Segunda División

## Première phase

### Championnat Metropolitano
Tous les classements sont établis en utilisant le barème suivant :
- Victoire : 2 points
- Match nul : 1 point
- Défaite, forfait ou abandon : 0 point

| Rang | Équipe                        | Pts | J  | G  | N  | P  | Bp | Bc | Diff |
| ---- | ----------------------------- | --- | -- | -- | -- | -- | -- | -- | ---- |
| 1    | Independiente                 | 27  | 20 | 12 | 3  | 5  | 43 | 25 | +18  |
| 2    | River Plate                   | 27  | 20 | 10 | 7  | 3  | 42 | 24 | +18  |
| 3    | San Lorenzo de Almagro        | 25  | 20 | 7  | 11 | 2  | 36 | 20 | +16  |
| 4    | Boca Juniors                  | 25  | 20 | 10 | 5  | 5  | 30 | 19 | +11  |
| 5    | Newell's Old Boys (Rosario)   | 25  | 20 | 8  | 9  | 3  | 28 | 26 | +2   |
| 6    | Platense                      | 24  | 20 | 9  | 6  | 5  | 24 | 19 | +5   |
| 7    | Atlanta                       | 22  | 20 | 8  | 6  | 6  | 29 | 26 | +3   |
| 8    | Banfield                      | 22  | 20 | 6  | 10 | 4  | 17 | 14 | +3   |
| 9    | Gimnasia y Esgrima (La Plata) | 21  | 20 | 8  | 5  | 7  | 28 | 26 | +2   |
| 10   | Vélez Sársfield               | 21  | 20 | 8  | 5  | 7  | 27 | 26 | +1   |
| 11   | Racing Club                   | 21  | 20 | 5  | 11 | 4  | 26 | 22 | +4   |
| 12   | Rosario Central               | 21  | 20 | 7  | 7  | 6  | 26 | 23 | +3   |
| 13   | Chacarita Juniors             | 20  | 20 | 8  | 4  | 8  | 22 | 23 | -1   |
| 14   | Huracán                       | 19  | 20 | 6  | 7  | 7  | 33 | 32 | +1   |
| 15   | Quilmes                       | 17  | 20 | 6  | 5  | 9  | 24 | 32 | -8   |
| 16   | Estudiantes (La Plata)        | 17  | 20 | 4  | 9  | 7  | 22 | 26 | -4   |
| 17   | Argentinos Juniors            | 17  | 20 | 5  | 7  | 8  | 21 | 33 | -12  |
| 18   | Colón (Santa Fe)              | 16  | 20 | 6  | 4  | 10 | 24 | 35 | -11  |
| 19   | Lanús                         | 13  | 20 | 4  | 5  | 11 | 22 | 35 | -13  |
| 20   | Colón (Santa Fe)              | 11  | 20 | 3  | 5  | 12 | 21 | 40 | -19  |
| 21   | Los Andes                     | 9   | 20 | 2  | 5  | 13 | 22 | 41 | -19  |

|  | Qualification pour le Championnat Nacional    |
|  | Participation au Championnat Petit            |
|  | Participation au Championnat Reclasificatorio |
|  | T : Tenant du titre                           |

### ChampionnatPetit
Les équipes classées entre la 13e et la 16e de Metropolitano s'affrontent pour déterminer les deux derniers clubs qualifiés pour le championnat Nacional. Les 2 autres clubs disputent le champion Reclasificatorio.
| Rang | Équipe                 | Pts | J | G | N | P | Bp | Bc | Diff |
| ---- | ---------------------- | --- | - | - | - | - | -- | -- | ---- |
| 1    | Estudiantes (La Plata) | 4   | 3 | 1 | 2 | 0 | 4  | 3  | +1   |
| 2    | Chacarita Juniors      | 4   | 3 | 1 | 2 | 0 | 3  | 2  | +1   |
| 3    | Quilmes                | 4   | 3 | 1 | 2 | 0 | 2  | 1  | +1   |
| 4    | Huracán                | 0   | 3 | 0 | 0 | 3 | 2  | 5  | -3   |

|  | Qualification pour le Championnat Nacional    |
|  | Participation au Championnat Reclasificatorio |

## Deuxième phase

### Championnat Nacional
| \| Buenos Aires La Plata Rosario Santa Fe Córdoba Mendoza San Juan Tucumán Mar del Plata Jujuy \| Villes représentées lors de la saison 1970 (Championnat Nacional) |
| Buenos Aires La Plata Rosario Santa Fe Córdoba Mendoza San Juan Tucumán Mar del Plata Jujuy                                                                         |

Les 12 premiers de Metropolitano, les 2 premiers de Petit et les 6 meilleures équipes régionales sont réparties en deux poules où les clubs s'affrontent deux fois, à domicile et à l'extérieur. Les deux premiers de chaque poule sont qualifiés pour la phase finale pour le titre.

#### Poule A
| Rang | Équipe                             | Pts | J  | G  | N | P  | Bp | Bc | Diff |
| ---- | ---------------------------------- | --- | -- | -- | - | -- | -- | -- | ---- |
| 1    | Chacarita Juniors                  | 29  | 20 | 13 | 3 | 4  | 25 | 19 | +6   |
| 2    | Gimnasia y Esgrima (La Plata)      | 27  | 20 | 12 | 3 | 5  | 46 | 31 | +15  |
| 3    | River Plate                        | 26  | 20 | 11 | 4 | 5  | 30 | 20 | +10  |
| 4    | San Lorenzo de Almagro             | 24  | 20 | 11 | 2 | 7  | 45 | 26 | +19  |
| 5    | Gimnasia y Esgrima (Mendoza) (Rég) | 23  | 20 | 10 | 3 | 7  | 33 | 32 | +1   |
| 6    | Racing Club                        | 17  | 20 | 5  | 7 | 8  | 35 | 30 | +5   |
| 7    | Newell's Old Boys (Rosario)        | 15  | 20 | 5  | 5 | 10 | 29 | 36 | -7   |
| 8    | Talleres (Córdoba) (Rég)           | 15  | 20 | 4  | 7 | 9  | 27 | 42 | -15  |
| 9    | San Martin (Tucumán) (Rég)         | 14  | 20 | 5  | 4 | 11 | 19 | 37 | -18  |
| 10   | Platense                           | 8   | 20 | 3  | 4 | 13 | 21 | 46 | -25  |

|  | Qualification pour la phase finale |

#### Poule B
| Rang | Équipe                           | Pts | J  | G  | N | P  | Bp | Bc | Diff |
| ---- | -------------------------------- | --- | -- | -- | - | -- | -- | -- | ---- |
| 1    | Rosario Central                  | 29  | 20 | 13 | 3 | 4  | 42 | 26 | +16  |
| 2    | Boca Juniors                     | 29  | 20 | 13 | 3 | 4  | 36 | 20 | +16  |
| 3    | Vélez Sársfield                  | 25  | 20 | 9  | 7 | 4  | 39 | 24 | +15  |
| 4    | Independiente                    | 21  | 20 | 9  | 3 | 8  | 37 | 35 | +2   |
| 5    | Estudiantes (La Plata) (CL)      | 20  | 20 | 7  | 6 | 7  | 31 | 22 | +9   |
| 6    | Banfield                         | 18  | 20 | 6  | 6 | 8  | 29 | 29 | 0    |
| 7    | Atlanta                          | 16  | 20 | 5  | 6 | 9  | 17 | 22 | -5   |
| 8    | Kimberley (Mar del Plata) (Rég)  | 15  | 20 | 4  | 7 | 9  | 33 | 41 | -8   |
| 9    | Gimnasia y Esgrima (Jujuy) (Rég) | 14  | 20 | 4  | 6 | 10 | 27 | 43 | -16  |
| 10   | San Martín (San Juan) (Rég)      | 13  | 20 | 4  | 5 | 11 | 27 | 47 | -20  |

|  | Qualification pour la phase finale                                |
|  | Qualification pour la Copa Libertadores 1971                      |
|  | T : Tenant du titre (CL) : Vainqueur de la Copa Libertadores 1970 |

#### Phase finale
|  | Demi-finales                  | Demi-finales    |              |   | Finale | Finale |
|  | Demi-finales                  | Demi-finales    |              |   | Finale | Finale |
|  |                               |                 |              |   |        |        |
|  |                               |                 |              |   |        |        |
|  |                               |                 |              |   |        |        |
|  | Chacarita Juniors             | 0               |              |   |        |        |
|  | Chacarita Juniors             | 0               |              |   |        |        |
|  | Boca Juniors                  | 2               |              |   |        |        |
|  | Boca Juniors                  | 2               | Boca Juniors | 2 |        |        |
|  |                               |                 | Boca Juniors | 2 |        |        |
|  |                               | Rosario Central | 1            |   |        |        |
|  | Rosario Central               | Rosario Central | 1            | 3 |        |        |
|  | Rosario Central               |                 |              | 3 |        |        |
|  | Gimnasia y Esgrima (La Plata) | 0               |              |   |        |        |
|  | Gimnasia y Esgrima (La Plata) | 0               |              |   |        |        |

### Championnat Reclasificatorio
Les 5 derniers de chaque poule ainsi que les 2 équipes non-repêchés du championnat Petit sont regroupés au sein d'une poule unique où ils s'affrontent deux fois. Les deux derniers du classement sont relégués tandis que les 4e et 5e disputent une poule de promotion-relégation avec les deux meilleures équipes de Segunda Division, la deuxième division argentine.
| Rang | Équipe             | Pts | J  | G | N | P | Bp | Bc | Diff |
| ---- | ------------------ | --- | -- | - | - | - | -- | -- | ---- |
| 1    | Los Andes          | 17  | 12 | 8 | 1 | 3 | 23 | 14 | +9   |
| 2    | Huracán            | 16  | 12 | 6 | 4 | 2 | 33 | 11 | +22  |
| 3    | Argentinos Juniors | 13  | 12 | 5 | 3 | 4 | 17 | 14 | +3   |
| 4    | Colón (Santa Fe)   | 11  | 12 | 4 | 3 | 5 | 15 | 24 | -9   |
| 5    | Quilmes            | 11  | 12 | 5 | 1 | 6 | 14 | 18 | -4   |
| 6    | Unión (Santa Fe)   | 10  | 12 | 3 | 4 | 5 | 11 | 17 | -6   |
| 7    | Lanús              | 6   | 12 | 1 | 4 | 7 | 13 | 28 | -15  |

|  | Participation à la poule de promotion-relégation |
|  | Relégation directe en Segunda Division           |

#### Poule de promotion-relégation
Seuls les deux premiers de la poule accèdent ou se maintiennent en première division.
| Rang | Équipe                  | Pts | J | G | N | P | Bp | Bc | Diff |
| ---- | ----------------------- | --- | - | - | - | - | -- | -- | ---- |
| 1    | Ferro Carril Oeste (D2) | 6   | 3 | 3 | 0 | 0 | 10 | 1  | +9   |
| 2    | Colón (Santa Fe)        | 3   | 3 | 1 | 1 | 1 | 6  | 6  | 0    |
| 3    | Quilmes                 | 3   | 3 | 1 | 1 | 1 | 3  | 6  | -3   |
| 4    | Almirante Brown (D2)    | 0   | 3 | 0 | 0 | 3 | 4  | 10 | -6   |

## Bilan de la saison
| Championnat d'Argentine de football 1970                             |                                                                              |
| Champion                                                             | Metropolitano : Independiente (9e titre) Nacional : Boca Juniors (18e titre) |
| Qualifications continentales                                         |                                                                              |
| Copa Libertadores 1971                                               | Estudiantes (La Plata) (tenant du titre)                                     |
| Copa Libertadores 1971                                               | Boca Juniors                                                                 |
| Copa Libertadores 1971                                               | Rosario Central                                                              |
| Promotions et relégations                                            |                                                                              |
| Promus en Championnat d'Argentine de football                        | Ferro Carril Oeste                                                           |
| Relégués en Championnat d'Argentine de football de deuxième division | Quilmes                                                                      |
| Relégués en Championnat d'Argentine de football de deuxième division | Unión (Santa Fe)                                                             |
| Relégués en Championnat d'Argentine de football de deuxième division | Lanús                                                                        |